# Васкез (Порторико)
Васкез (шп. Vázquez) град је у америчкој острвској територији Порторико, острвској држави Кариба.

## Демографија
По попису из 2010. године број становника је 1.890, што је 407 (-17,7%) становника мање него 2000. године.
| Група             | 2000.         | 2010.         |
| Белци             | 21 (0,9%)     | 11 (0,6%)     |
| Афроамериканци    | 139 (6,1%)    | 183 (9,7%)    |
| Азијати           | 0 (0,0%)      | 0 (0,0%)      |
| Хиспаноамериканци | 2.276 (99,1%) | 1.879 (99,4%) |
| Укупно            | 2.297         | 1.890         |